# Ligue des champions de la CONCACAF 2013-2014
Navigation
Édition précédente Édition suivante
La Ligue des champions de la CONCACAF 2013-2014 est la sixième édition de cette compétition. Cependant, c'est la 49e fois que les clubs de la confédération se disputent le titre de leader de la CONCACAF.
Le vainqueur représentera la CONCACAF à la Coupe du monde de football des clubs 2014.

## Participants
Un total de 24 équipes provenant d'un maximum de 13 nations participeront au tournoi. Elles proviendront des zones Amérique du Nord, Amérique centrale et Caraïbes de la CONCACAF. Cependant, à la suite des problèmes des tournois précédents, des règles de disqualification et de substitution ont été édictées pour les cas où une équipe ne disposerait pas d'un stade jugé convenable.
- Amérique centrale: 12 clubs peuvent se qualifier. Si un ou plusieurs clubs sont disqualifiés, ils seront remplacés par un club d'une autre fédération centre-américaine, choisie sur la base des résultats du tournoi précédent.

- Caraïbes: Si un des trois clubs est disqualifié, il sera remplacé par le club suivant au classement du Championnat de la CFU des clubs.

Le tableau des clubs qualifiés est donc le suivant :
| Nation            | Club                   | Raison de qualification                                         |
| Amérique du Nord  |                        |                                                                 |
| Mexique           | Club Tijuana           | Vainqueur du Tournoi Apertura 2012.                             |
| Mexique           | Club América           | Vainqueur du Tournoi Clausura 2013.                             |
| Mexique           | Club Toluca            | Finaliste du Tournoi Apertura 2012.                             |
| Mexique           | CD Cruz Azul           | Finaliste du Tournoi Clausura 2013.                             |
| États-Unis        | Los Angeles Galaxy     | Vainqueur de la MLS Cup 2012.                                   |
| États-Unis        | San Jose Earthquakes   | Vainqueur du MLS Supporters' Shield 2012.                       |
| États-Unis        | Houston Dynamo         | Finaliste de la MLS Cup 2012.                                   |
| États-Unis        | Sporting Kansas City   | Vainqueur de la US Open Cup 2012.                               |
| Canada            | Impact de Montréal     | Champion du Canada 2013.                                        |
| Amérique centrale |                        |                                                                 |
| Costa Rica        | LD Alajuelense         | Vainqueur du Tournoi Apertura 2012.                             |
| Costa Rica        | CS Herediano           | Vainqueur du Tournoi Clausura 2013.                             |
| Costa Rica        | CS Cartagines          | Finaliste du Tournoi Clausura 2013,.                            |
| Honduras          | CD Olimpia             | Vainqueur du Tournoi Apertura 2012 et du Tournoi Clausura 2013. |
| Honduras          | CD Victoria            | Finaliste du Tournoi Apertura 2012.                             |
| Guatemala         | CSD Comunicaciones     | Vainqueur du Tournoi Apertura 2012.                             |
| Guatemala         | CD Heredia             | Finaliste du Tournoi Clausura 2013.                             |
| Panama            | Deportivo Árabe Unido  | Vainqueur du Tournoi Apertura 2012.                             |
| Panama            | Sporting San Miguelito | Vainqueur du Tournoi Clausura 2013.                             |
| Salvador          | AD Isidro-Metapan      | Vainqueur du Tournoi Apertura 2012.                             |
| Salvador          | CD Luis Ángel Firpo    | Vainqueur du Tournoi Clausura 2013.                             |
| Nicaragua         | Real Estelí FC         | Champion du Nicaragua 2012-2013.                                |
| Caraïbes          |                        |                                                                 |
| Caraïbes          | W Connection FC        | 1er du groupe A du championnat des caraïbes 2013.               |
| Caraïbes          | Valencia FC            | 1er du groupe B du championnat des caraïbes 2013.               |
| Caraïbes          | Caledonia AIA          | Vainqueur des barrages du championnat des caraïbes 2013.        |

| Club Tijuana Club América Club Toluca CD Cruz Azul Los Angeles Galaxy San Jose Earthquakes Houston Dynamo Sporting Kansas City Impact de Montréal |

| LD Alajuelense CS Herediano CS Cartagines CD Olimpia CD Victoria 0CSD Comunicaciones CD Heredia Deportivo Árabe Unido Sporting San Miguelito AD Isidro-Metapan CD Luis Ángel Firpo Real Estelí FC W Connection FC Valencia FC Caledonia AIA |

## Calendrier
| Tour                    | Nom                           | Date aller                           | Date retour                                         | Équipes participantes | Équipes restantes |
| Phase de groupes (2013) |                               |                                      |                                                     |                       |                   |
| 1-6                     | Journée 1 Journée 2 Journée 3 | 6 - 8 août 20 - 22 août 27 - 29 août | 17 - 19 septembre 24 - 26 septembre 22 - 24 octobre | 24                    | 24 à 8            |
| Phase finale (2014)     |                               |                                      |                                                     |                       |                   |
| 1                       | Quarts de finale              | 10 - 12 mars                         | 18 - 20 mars                                        | 8                     | 8 à 4             |
| 2                       | Demi-finale                   | 1 - 3 avril                          | 8 - 10 avril                                        | 4                     | 4 à 2             |
| 3                       | Finale                        | 15 - 17 avril                        | 22 - 24 avril                                       | 2                     | 2 à 1             |

Le tirage, qui a eu lieu le 3 juin 2013 à Miami, aux États-Unis, est équilibré à l'aide de pots définis comme suit. Il faut noter que la présence d'un club de tel pays dans tel ou tel pot dépend des résultats internes au pays et en aucun cas de résultats passés du club dans cette compétition, comme ça peut se voir en Europe. Il faut noter également que deux clubs d'un même pays ne peuvent se retrouver dans un même groupe ainsi, les clubs mexicains et américains ne peuvent pas également se retrouver dans un même groupe.
| Pot 1              | Pot 1                 | Pot 2             | Pot 2                | Pot 3               | Pot 3                  |
| Club Tijuana       | Club América          | Club Toluca       | CD Cruz Azul         | CD Heredia          | Sporting San Miguelito |
| Los Angeles Galaxy | San Jose Earthquakes  | Houston Dynamo    | Sporting Kansas City | CD Luis Ángel Firpo | Real Estelí FC         |
| CS Herediano       | CD Olimpia            | LD Alajuelense    | CD Victoria          | CS Cartagines       | W Connection FC        |
| CSD Comunicaciones | Deportivo Árabe Unido | AD Isidro-Metapan | Impact de Montréal   | Valencia FC         | Caledonia AIA          |

## Phase de groupes

### Groupe A
| Rang | Équipe                | Pts | J | G | N | P | Bp | Bc | Diff |
| ---- | --------------------- | --- | - | - | - | - | -- | -- | ---- |
| 1    | Deportivo Árabe Unido | 9   | 4 | 3 | 0 | 1 | 7  | 3  | +4   |
| 2    | Houston Dynamo        | 7   | 4 | 2 | 1 | 1 | 4  | 2  | +2   |
| 3    | W Connection FC       | 1   | 4 | 0 | 1 | 3 | 1  | 7  | -6   |

| Résultats (▼dom., ►ext.) |     |     |     |
| Deportivo Árabe Unido    |     | 3-1 | 1-0 |
| W Connection FC          | 0-2 |     | 0-0 |
| Houston Dynamo           | 2-1 | 2-0 |     |

### Groupe B
| Rang | Équipe               | Pts | J | G | N | P | Bp | Bc | Diff |
| ---- | -------------------- | --- | - | - | - | - | -- | -- | ---- |
| 1    | Sporting Kansas City | 8   | 4 | 2 | 2 | 0 | 5  | 1  | +4   |
| 2    | CD Olimpia           | 7   | 4 | 2 | 1 | 1 | 2  | 2  | 0    |
| 3    | Real Estelí FC       | 1   | 4 | 0 | 1 | 3 | 1  | 5  | -4   |

| Résultats (▼dom., ►ext.) |     |     |     |
| Real Estelí FC           |     | 0-2 | 0-1 |
| Sporting Kansas City     | 1-1 |     | 0-0 |
| CD Olimpia               | 1-0 | 0-2 |     |

### Groupe C
| Rang | Équipe       | Pts | J | G | N | P | Bp | Bc | Diff |
| ---- | ------------ | --- | - | - | - | - | -- | -- | ---- |
| 1    | CD Cruz Azul | 12  | 4 | 4 | 0 | 0 | 10 | 2  | +8   |
| 2    | CS Herediano | 6   | 4 | 2 | 0 | 2 | 11 | 8  | +3   |
| 3    | Valencia FC  | 0   | 4 | 0 | 0 | 4 | 4  | 15 | -11  |

| Résultats (▼dom., ►ext.) |     |     |     |
| CD Cruz Azul             |     | 3-0 | 3-0 |
| CS Herediano             | 1-2 |     | 4-2 |
| Valencia FC              | 1-2 | 1-6 |     |

### Groupe D
| Rang | Équipe                 | Pts | J | G | N | P | Bp | Bc | Diff |
| ---- | ---------------------- | --- | - | - | - | - | -- | -- | ---- |
| 1    | LD Alajuelense         | 9   | 4 | 3 | 0 | 1 | 4  | 1  | +3   |
| 2    | Club América           | 6   | 4 | 2 | 0 | 2 | 4  | 2  | +2   |
| 3    | Sporting San Miguelito | 3   | 4 | 1 | 0 | 3 | 1  | 6  | -5   |

| Résultats (▼dom., ►ext.) |     |     |     |
| LD Alajuelense           |     | 1-0 | 2-0 |
| Club América             | 0-1 |     | 3-0 |
| Sporting San Miguelito   | 1-0 | 0-1 |     |

### Groupe E
| Rang | Équipe               | Pts | J | G | N | P | Bp | Bc | Diff |
| ---- | -------------------- | --- | - | - | - | - | -- | -- | ---- |
| 1    | San Jose Earthquakes | 6   | 4 | 2 | 0 | 2 | 4  | 2  | +2   |
| 2    | Impact de Montréal   | 6   | 4 | 2 | 0 | 2 | 3  | 4  | -1   |
| 3    | CD Heredia           | 6   | 4 | 2 | 0 | 2 | 2  | 3  | -1   |

| Résultats (▼dom., ►ext.) |     |     |     |
| Impact de Montréal       |     | 1-0 | 2-0 |
| San Jose Earthquakes     | 3-0 |     | 1-0 |
| CD Heredia               | 1-0 | 1-0 |     |

### Groupe F
| Rang | Équipe             | Pts | J | G | N | P | Bp | Bc | Diff |
| ---- | ------------------ | --- | - | - | - | - | -- | -- | ---- |
| 1    | Club Toluca        | 12  | 4 | 4 | 0 | 0 | 15 | 4  | +11  |
| 2    | CSD Comunicaciones | 6   | 4 | 2 | 0 | 2 | 7  | 7  | 0    |
| 3    | Caledonia AIA      | 0   | 4 | 0 | 0 | 4 | 2  | 13 | -11  |

| Résultats (▼dom., ►ext.) |     |     |     |
| Caledonia AIA            |     | 0-3 | 1-5 |
| CSD Comunicaciones       | 2-0 |     | 1-2 |
| Club Toluca              | 3-1 | 5-1 |     |

### Groupe G
| Rang | Équipe              | Pts | J | G | N | P | Bp | Bc | Diff |
| ---- | ------------------- | --- | - | - | - | - | -- | -- | ---- |
| 1    | Club Tijuana        | 10  | 4 | 3 | 1 | 0 | 10 | 2  | +8   |
| 2    | CD Luis Ángel Firpo | 7   | 4 | 2 | 1 | 1 | 6  | 3  | +3   |
| 3    | CD Victoria         | 0   | 4 | 0 | 0 | 4 | 4  | 15 | -11  |

| Résultats (▼dom., ►ext.) |     |     |     |
| CD Luis Ángel Firpo      |     | 0-0 | 2-1 |
| Club Tijuana             | 1-0 |     | 6-0 |
| CD Victoria              | 1-4 | 2-3 |     |

### Groupe H
| Rang | Équipe             | Pts | J | G | N | P | Bp | Bc | Diff |
| ---- | ------------------ | --- | - | - | - | - | -- | -- | ---- |
| 1    | Los Angeles Galaxy | 9   | 4 | 3 | 0 | 1 | 6  | 4  | +2   |
| 2    | AD Isidro-Metapan  | 4   | 4 | 1 | 1 | 2 | 6  | 5  | +1   |
| 3    | CS Cartagines      | 4   | 4 | 1 | 1 | 2 | 4  | 7  | -3   |

| Résultats (▼dom., ►ext.) |     |     |     |
| CS Cartagines            |     | 0-0 | 0-3 |
| AD Isidro-Metapan        | 2-4 |     | 4-0 |
| Los Angeles Galaxy       | 2-0 | 1-0 |     |

## Phase finale
Pour les quarts de finale, les équipes sont classées et s'affrontent d'après leurs résultats lors de la phase précédente selon les critères suivants :
1. nombre de points acquis ;
2. différence entre les buts marqués et les buts concédés sur la totalité des matchs joués ;
3. plus grand nombre de buts marqués sur la totalité des matchs joués ;
4. plus grand nombre de buts marqués à l'extérieur ;
5. plus grand nombre de victoires sur la totalité des matchs joués ;
6. plus grand nombre de victoires à l'extérieur ;
7. tirage au sort.

| Rang | Équipe                | Pts | J | G | N | P | Bp | Bc | Diff |
| ---- | --------------------- | --- | - | - | - | - | -- | -- | ---- |
| 1    | Club Toluca           | 12  | 4 | 4 | 0 | 0 | 15 | 4  | +11  |
| 2    | CD Cruz Azul          | 12  | 4 | 4 | 0 | 0 | 10 | 2  | +8   |
| 3    | Club Tijuana          | 10  | 4 | 3 | 1 | 0 | 10 | 2  | +8   |
| 4    | Deportivo Árabe Unido | 9   | 4 | 3 | 0 | 1 | 7  | 3  | +4   |
| 5    | LD Alajuelense        | 9   | 4 | 3 | 0 | 1 | 4  | 1  | +3   |
| 6    | Los Angeles Galaxy    | 9   | 4 | 3 | 0 | 1 | 6  | 4  | +2   |
| 7    | Sporting Kansas City  | 8   | 4 | 2 | 2 | 0 | 5  | 1  | +4   |
| 8    | San Jose Earthquakes  | 6   | 4 | 2 | 0 | 2 | 4  | 2  | +2   |

### Tableau
|  |                              |                                |                |               |               |                                |     |            |                                |            |            |             |     |   |        |        |        |        |        |  |  |
|  | 1/4 de finale                | 1/4 de finale                  | 1/4 de finale  | 1/4 de finale | 1/4 de finale |                                |     | 1/2 finale | 1/2 finale                     | 1/2 finale | 1/2 finale | 1/2 finale  |     |   | Finale | Finale | Finale | Finale | Finale |  |  |
|  | 11 mars 2014 et 19 mars 2014 |                                |                |               |               |                                |     |            |                                |            |            |             |     |   |        |        |        |        |        |  |  |
|  |                              |                                |                |               |               |                                |     |            |                                |            |            |             |     |   |        |        |        |        |        |  |  |
|  | Club Toluca                  | (1)                            | 1              | 1             | 0(5)          |                                |     |            |                                |            |            |             |     |   |        |        |        |        |        |  |  |
|  | Club Toluca                  | (1)                            | 1              | 1             | 0(5)          | 1er avril 2014 et 8 avril 2014 |     |            |                                |            |            |             |     |   |        |        |        |        |        |  |  |
|  | San Jose Earthquakes         | (8)                            | 1              | 1             | 0(4)          |                                |     |            |                                |            |            |             |     |   |        |        |        |        |        |  |  |
|  | San Jose Earthquakes         | (8)                            | 1              | 1             | 0(4)          | Club Toluca                    | (1) | 1          | 2                              |            |            |             |     |   |        |        |        |        |        |  |  |
|  | 10 mars 2014 et 20 mars 2014 |                                |                |               |               | Club Toluca                    | (1) | 1          | 2                              |            |            |             |     |   |        |        |        |        |        |  |  |
|  |                              |                                | LD Alajuelense | (5)           | 0             | 0                              |     |            |                                |            |            |             |     |   |        |        |        |        |        |  |  |
|  | Deportivo Árabe Unido        | (4)                            | LD Alajuelense | (5)           | 0             | 0                              | 0   | 0          |                                |            |            |             |     |   |        |        |        |        |        |  |  |
|  | Deportivo Árabe Unido        | (4)                            |                |               |               |                                | 0   | 0          | 15 avril 2014 et 23 avril 2014 |            |            |             |     |   |        |        |        |        |        |  |  |
|  | LD Alajuelense               | (5)                            | 0              | 2             |               |                                |     |            |                                |            |            |             |     |   |        |        |        |        |        |  |  |
|  | LD Alajuelense               | (5)                            | 0              | 2             |               |                                |     |            |                                |            |            | Club Toluca | (1) | 0 | 1      | 0      |        |        |        |  |  |
|  | 12 mars 2014 et 19 mars 2014 |                                |                |               |               |                                |     |            |                                |            |            | Club Toluca | (1) | 0 | 1      | 0      |        |        |        |  |  |
|  |                              | CD Cruz Azul                   | (2)            | 0             | 1             | 0                              |     |            |                                |            |            |             |     |   |        |        |        |        |        |  |  |
|  | CD Cruz Azul                 | CD Cruz Azul                   | (2)            | 0             | 1             | 0                              | (2) | 0          | 5                              |            |            |             |     |   |        |        |        |        |        |  |  |
|  | CD Cruz Azul                 | 1er avril 2014 et 9 avril 2014 |                |               |               |                                | (2) | 0          | 5                              |            |            |             |     |   |        |        |        |        |        |  |  |
|  | Sporting Kansas City         | (7)                            | 1              | 1             |               |                                |     |            |                                |            |            |             |     |   |        |        |        |        |        |  |  |
|  | Sporting Kansas City         | (7)                            | 1              | 1             | CD Cruz Azul  | (2)                            | 0   | 2          |                                |            |            |             |     |   |        |        |        |        |        |  |  |
|  | 12 mars 2014 et 18 mars 2014 |                                |                |               | CD Cruz Azul  | (2)                            | 0   | 2          |                                |            |            |             |     |   |        |        |        |        |        |  |  |
|  |                              |                                | Club Tijuana   | (3)           | 1             | 0                              |     |            |                                |            |            |             |     |   |        |        |        |        |        |  |  |
|  | Club Tijuana                 | (3)                            | Club Tijuana   | (3)           | 1             | 0                              | 0   | 4          |                                |            |            |             |     |   |        |        |        |        |        |  |  |
|  | Club Tijuana                 | (3)                            |                |               |               |                                | 0   | 4          |                                |            |            |             |     |   |        |        |        |        |        |  |  |
|  | Los Angeles Galaxy           | (6)                            | 1              | 2             |               |                                |     |            |                                |            |            |             |     |   |        |        |        |        |        |  |  |
|  | Los Angeles Galaxy           | (6)                            | 1              | 2             |               |                                |     |            |                                |            |            |             |     |   |        |        |        |        |        |  |  |

### Quarts de finale
| Pays | Club                  | Aller | Retour | Club                 | Pays | Commentaire       |
|      | Club Toluca           | 1-1   | 1-1    | San Jose Earthquakes |      | Tirs au but : 5-4 |
|      | Deportivo Árabe Unido | 0-0   | 0-2    | LD Alajuelense       |      |                   |
|      | CD Cruz Azul          | 0-1   | 5-1    | Sporting Kansas City |      |                   |
|      | Club Tijuana          | 0-1   | 4-2    | Los Angeles Galaxy   |      |                   |

### Demi-finales
| Pays | Club         | Aller | Retour | Club           | Pays | Commentaire |
|      | Club Toluca  | 1-0   | 2-0    | LD Alajuelense |      |             |
|      | CD Cruz Azul | 0-1   | 2-0    | Club Tijuana   |      |             |

### Finale
| Match aller   | CD Cruz Azul | 0:0   | Club Toluca | Stade Azul Mexico, Mexique                                                                |                                                                                           |
| 15 avril 2014 |              | (0:0) |             | Arbitrage : Roberto García Orozco Alberto Morín (a) José Luis Camargo (a) César Ramos (q) | Arbitrage : Roberto García Orozco Alberto Morín (a) José Luis Camargo (a) César Ramos (q) |
| 15 avril 2014 | Rapport      |       |             | Arbitrage : Roberto García Orozco Alberto Morín (a) José Luis Camargo (a) César Ramos (q) | Arbitrage : Roberto García Orozco Alberto Morín (a) José Luis Camargo (a) César Ramos (q) |

| Match retour  | Club Toluca       | 1:1   | CD Cruz Azul       | Stade Nemesio Díez Toluca, Mexique                                                                  | |
| 23 avril 2014 | Édgar Benítez 63e | (0:1) | Mariano Pavone 41e | Arbitrage : Marco Antonio Rodríguez Marvin Torrentera (a) Marcos Quintero (a) Fernando Guerrero (q) | Arbitrage : Marco Antonio Rodríguez Marvin Torrentera (a) Marcos Quintero (a) Fernando Guerrero (q) |
| 23 avril 2014 | Rapport           |       |                    | Arbitrage : Marco Antonio Rodríguez Marvin Torrentera (a) Marcos Quintero (a) Fernando Guerrero (q) | Arbitrage : Marco Antonio Rodríguez Marvin Torrentera (a) Marcos Quintero (a) Fernando Guerrero (q) |

| Champion de la CONCACAF 2014 |
| ---------------------------- |
| CD Cruz Azul Sixième titre   |

## Buteurs
| Rang | Nom                    | Équipe             | Buts |
| 1    | Raúl Nava              | Club Toluca        | 7    |
| 2    | Nicolás Muñoz          | AD Isidro-Metapan  | 5    |
| 2    | Mariano Pavone         | CD Cruz Azul       | 5    |
| 4    | Achille Emana          | CD Cruz Azul       | 4    |
| 4    | Édgar Benítez          | Club Toluca        | 4    |
| 4    | Robbie Keane           | Los Angeles Galaxy | 4    |
| 7    | Pablo Herrera          | CS Cartagines      | 3    |
| 7    | Jerry Palacios         | LD Alajuelense     | 3    |
| 7    | Herculez Gomez         | Club Tijuana       | 3    |
| 7    | Anllel de Jesus Porras | CS Herediano       | 3    |
| 7    | Paolo Suárez           | CSD Comunicaciones | 3    |